# Beauty and the Beast
Beauty and the Beast (на български: Красавицата и Звяра), известна и като Tale As Old As Time (на български: Приказка, стара като времето), е песен, написана от текстописеца Хауърд Ашман и композирана от Алън Менкен, от пълнометражния анимационен филм на Дисни Красавицата и Звяра (1991). Баладата, вдъхновена от Бродуей, е записана за първи път от британско-американската актриса Анджела Лансбъри, която озвучава ролята на г-жа Потс, описва връзката между двамата главни герои Бел и Звяра, по-специално как двойката се научава да приема различията си и на свой ред да се промени един друг към по-добро. Освен това текстът на песента подсказва, че чувството на любов е вечно и неостаряващо подобно на „приказка, стара като времето“. Изпълнението на Лансбъри се чува по време на известната сцена в балната зала, където Бел и Звяра танцуват, докато съкратена хорова версия се изпълнява в заключителните сцени на филма, а мотивът на песента се появява често в други парчета от филмовата музика на Менкен. Лансбъри първоначално се колебае дали да запише песента, защото смята, че не е подходяща за нейния застаряващ глас, но в крайна сметка записва песента от първия дубъл. На 25 ноември 1991 г. е издадена поп версия на песента в изпълнение на Селин Дион и Пибо Брайсън.

### Българска версия
Българската версия на песента във филма е озаглавена Той и тя сами.